# Procyon pygmaeus
Procyon pygmaeus (Ракун пігмейський) — вид роду Ракун родини Ракунові. Цей найдрібний з ракунів (приблизно на 45% легший і на 15-37% менший за материкового P. lotor) є ендеміком невеликого Карибського острова Косумель, розташованого всього за 15 км від узбережжя мексиканського штату Кінтана-Роо. Попри те що велика подібність P. pygmaeus і Procyon lotor shufeldti вказує на спорідненість, деякі специфічні характеристики припускають тривалу ізоляцію першого. Розміри тіла і характеристики черепа досить суттєві, щоб розглядати P. pygmaeus окремим видом. Оцінка чисельності населення P. pygmaeus, в тому числі неповнолітніх, коливалася від 323 до понад 955 осіб.

## Середовище проживання
Країни проживання: Мексика, острів Козумель (478 км²). 
Надає перевагу мангровим і піщаним ділянкам, але також знаходиться в напіввічнозелених і напівлистопадних тропічних лісах і сільськогосподарських угіддях. Може селитися неподалік від людських поселень. Головні підпопуляції обмежуються прибережними районами острова, а також великими районами в центральній частині острова. 

## Морфологія
Морфометрія. Загальна довжина <710 мм, задні ступні <90 мм, вага від 3 до 4 кг.
Опис. Підборіддя і горло відокремлені один від одного характерною широкою чорною смугою, хвіст золотисто-жовтуватий. Шерсть на верхній частині світло-коричнювато-сірого кольору, рівномірно змішаного з чорним волоссям. На серединній спинній області колір блідо-коричнюватий або з жовтуватим відтінком. Деякі особини мають вузьку вохрово-коричнювату область в районі потилиці. Типова чорна смуга, що огороджує очну маску стає коричневою і зазвичай більш-менш змішаною з сірим посередині лиця. Чорна маска, боки морди, губи, підборіддя оточені білими лініями. Хвіст золотисто-жовтуватий або вохрово-бурий з 6 або 7 темними кільцями; коричневі або чорні кільця хвоста слабкі на нижній стороні. Самці мають більш яскраво виражене помаранчеве забарвлення на загривку і дорсальній шерсті хвоста, ніж самиці.
Зубна формула: I 3/3, C 1/1, P 4/4, M 2/2 = 40 зубів. 

## Стиль життя
Веде в основному нічний спосіб життя, хоча це не рідкість побачити його в денний час. Зазвичай це одиночний ссавець, який може іноді утворювати сімейні групи. Ракун пігмейський є всеїдним видом, з перевагою відданою крабам, також у раціоні є фрукти, комахи, раки і дрібні хребетні. Більшості випадків смертей, які були задокументовано з 2001 року були результатом потрапляння тварин під колеса автомобілів. 

## Галерея

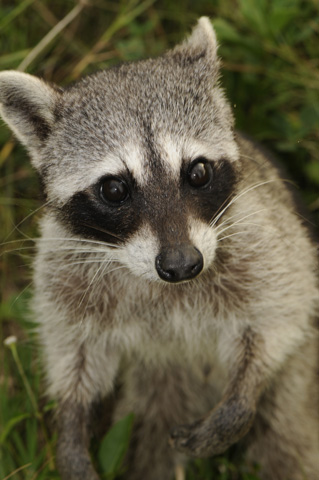